# Нижнє Тукбаєво
Нижнє Тукба́єво (рос. Нижнее Тукбаево, башк. Түбәнге Туҡбай) — присілок у складі Мечетлінського району Башкортостану, Росія. Входить до складу Дуван-Мечетлінської сільської ради.
Населення — 227 осіб (2010; 229 в 2002).
Національний склад:
- башкири — 100 %